# Musée de la brique
Le musée de la brique de Vienne ((en allemand : Wiener Ziegelmuseum)) est un musée situé à Vienne, dans le quartier de Penzing.

## Histoire
Le musée est fondé en 1973 à la suite d'une exposition au musée du district de Penzig des travaux de recherche d'Anton Schirmböck sur la brique.

## Collections
Le musée retrace l'histoire de la brique de la Mésopotamie à l'époque actuelle.
Bien qu'aujourd'hui il n'existe plus de briqueterie dans la ville, elles étaient nombreuses jusqu'au début du XXe siècle. Les différents emplacements de ces anciennes briqueteries et leurs productions respectives sont inventoriées.
On peut également y découvrir des outils et machines de fabrication (moules, ...) et des maquettes de four à brique.
La collection du musée comprend environ 13 000 briques et tuiles principalement issues de la ville de Vienne mais également d'Autriche et du reste du monde. Les visiteurs sont incités à apporter des briques afin de pouvoir compléter les collections.